# استوارت گرانجر
استوارت گرانجر (انگلیسی: Stewart Granger؛ ۶ مهٔ ۱۹۱۳ – ۱۶ اوت ۱۹۹۳) هنرپیشه اهل انگلستان بود.

## بخشی از فیلم‌شناسی
- معادن شاه سلیمان (۱۹۵۰)
- آتش سبز (۱۹۵۴)
- حمله سری (۱۹۶۴)
- در میان کرکسها (۱۹۶۴)
- خطر قلب (۱۹۸۷)